# هاري هاريسون
هاري ماكس هاريسون (بالإنجليزية: Harry Harrison) (هنري ماكسويل ديمبسي، 12 مارس 1925 - 15 أغسطس 2012) كان كاتب خيال علمي أمريكي، معروف بين الآخرين بشخصية جرذ الفولاذ المقاوم للصدأ وروايته أفسح المجال! أفسح المجال! (1966)، التي كانت الأساس الصعب لفيلم «سويلنت جرين» (1973). شارك هاريسون، الذي أقام فترة طويلة في كل من أيرلندا والمملكة المتحدة، في تأسيس الجمعية الأيرلندية للخيال العلمي، وكان رئيسًا مشاركًا مع برايان ألديس لمجموعة برمنغهام للخيال العلمي.
وصفه ألديس بأنه «زميل دائم وصديق عائلة عظيم». قال صديقه ميخائيل كارول «تَخيل قراصنة الكاريبي أو سارقو التابوت الضائع، وتصورهم كروايات خيال علمي. هما مغامرتان صاخبتان، لكنهما قصتان مليئتان بالشجاعة».
كتب الروائي كريستوفر بريست في نعيه: «كان هاريسون شخصية ذات شعبية كبيرة في عالم الخيال العلمي، وكان معروفًا بأنه لطيف وصريح ومسلٍ لأبعد الحدود. سرعته كسلاح رشاش في إيصال الكلمات التي كان سماعها بمثابة السرور، ومكافأة للانهيار: كان مضحكًا ومدركًا لذاته، واستمتع بالإفادة عن حماقات الآخرين، وكان يهتز الجنرالات ورؤساء الحكومات ومسؤولي الضرائب من عقله التهكمي القاسي، وقبل كل شيء أوضح ذكاءه الحاد، ومدى حكمته المدهشة، وأخلاقه وأحاسيسه الأدبية».

## حياته الشخصية

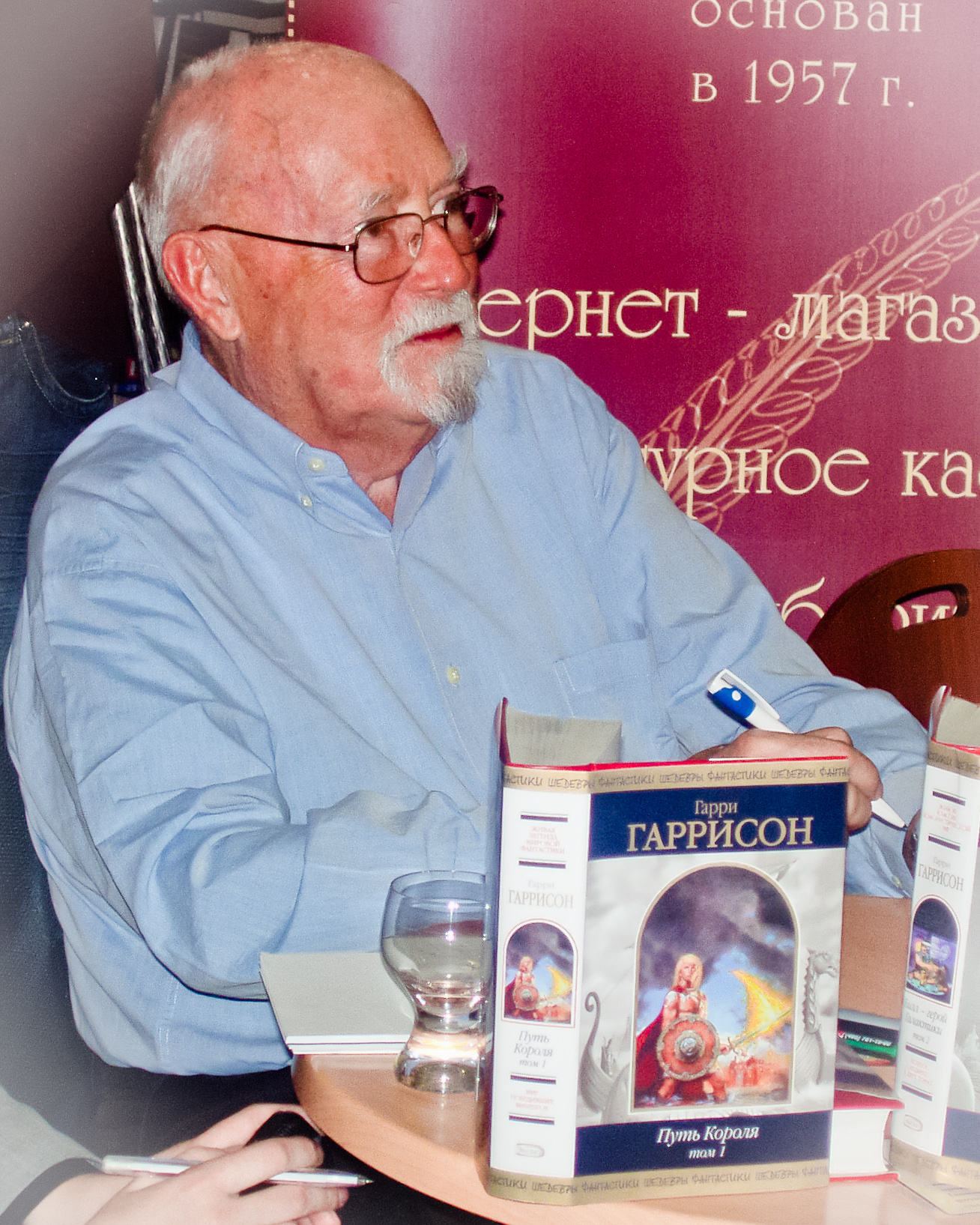
هاري هاريسون في موسكو، 18 مايو 2008.

### نشأته
وُلد هاريسون باسم هنري ماكسويل ديمبسي في ستامفورد، كونيتيكت. والده هنري ليو ديمبسي، عامل مطبعة من أصل أيرلندي، غيّر اسمه إلى هاريسون بعد فترة قصيرة من ولادة هاري. علِم هاريسون بذلك حين كان في الثلاثين من عمره، عندئذ غير اسمه إلى هاري ماكس هاريسون في المحكمة. والدته ريا إتش. (كيرجاسوف)، يهودية روسية. ولدت في ريغا، لاتفيا، ونشأت في سانت بطرسبرغ، روسيا. كان شقيقها ماكس ديفيد كيرجاسوف (1888-1923) قنصلًا أمريكيًا في اليابان، وتوفي هو وزوجته أليس في زلزال كانتو الكبير عام 1923.
بعد انتهائه من مدرسة فورست هيلز الثانوية في عام 1943، استُدعي هاريسون للخدمة في القوات الجوية لجيش الولايات المتحدة خلال الحرب العالمية الثانية بصفته مهدافًا مختصًا ومدربًا مدفعيًا. يضيف بريست أن هاريسون أصبح قناصًا، وشرطيًا عسكريًا، وأخصائيًا في النماذج الأولية لاكتشاف القنابل وأبراج المدافع باستخدام الحاسوب. «لكن تجربته العسكرية عمومًا جعلته يكره الجيش الذي خدمه بشكل جيد ليصبح كاتبًا فيما بعد».
التحق هاريسون في عام 1946 بكلية هانتر في مدينة نيويورك، ثم أدار لاحقًا استوديو لبيع الرسومات التوضيحية للمجلات الهزلية ومجلات الخيال العلمي.

### لغة إسبرانتو
كان هاريسون مدافعًا عن لغة إسبرانتو، مدعيًا بقوله أن «كتابتها والتحدث بها سهل تلقائي، لم أتمكن قط من التقاط أي لغة غيرها إلى جانب لغتي الإنجليزية الأصلية»، وتعلمها وفقًا لكريستوفر بريست، نتيجةً للملل في أثناء الخدمة العسكرية. غالبًا ما تظهر لغة إسبرانتو في رواياته، لا سيما في سلسلتيه جرذ الفولاذ المقاوم للصدأ وديثورلد.
كان هاريسون رئيسًا فخريًا لجمعية الإسبرانتو في أيرلندا، حيث انتقل في السبعينيات من القرن العشرين، وعاش مع أسرته عدة سنوات في منزل من الطراز الحديث الذي بناه في فالي أوف أفوكا، مقاطعة ويكلاو. كان عضوًا أيضًا في منظمات الإسبرانتو الأخرى، مثل إسبرانتو الولايات المتحدة الأمريكية (سابقًا «رابطة الإسبرانتو لأمريكا الشمالية») التي كان عضوًا فخريًا فيها، والمنظمة العالمية للإسبرانتو، إذ كان أحد أعضاء لجنة الرعاة الفخريين.

### زيجاته
تزوج هاريسون من إيفيلين هاريسون، التي كانت جزءًا من رسم كارتوني رسمه لنادي هيدرا في عام 1950. تطلقا في عام 1951، وتزوجت إيفيلين من كاتب الخيال العلمي ليستير دل ري بعد ذلك بوقت قصير.
تزوج هاريسون من جوان ميركلر هاريسون عام 1954. استمر زواجهما حتى وفاتها بالسرطان عام 2002. كان لديهما طفلان: تود (ولد في عام 1955)، ومويرا (ولدت في عام 1959)، وقد أهداهما روايته أفسح المجال! أفسح المجال!

## جوائز
حصل على جوائز منها:
- جائزة دامون نايت التدكارية من رتبة أستاذ أعظم  [لغات أخرى]‏ (2009).

## وصلات خارجية
- هاري هاريسون على موقع IMDb (الإنجليزية)
- هاري هاريسون على موقع ألو سيني (الفرنسية)
- هاري هاريسون على موقع ميوزك برينز (الإنجليزية)
- هاري هاريسون على موقع أول موفي (الإنجليزية)
- هاري هاريسون على موقع قاعدة بيانات الأفلام السويدية (السويدية)
- هاري هاريسون على موقع إن إن دي بي (الإنجليزية)
- هاري هاريسون على موقع ديسكوغز (الإنجليزية)
- هاري هاريسون على موقع قاعدة بيانات الفيلم (الإنجليزية)
- هاري هاريسون على موقع كينوبويسك (الروسية)
- هاري هاريسون على موقع كينوبويسك (الروسية)